# 勝山企業
勝山企業株式会社（かつやまきぎょう）は、宮城県仙台市青葉区上杉に本社を置く企業である。総合宴会場「仙台勝山館（しょうざんかん）」を運営していた。
2023年1月、藩政時代に建てられた勝山酒造の旧蔵をリノベーションしたレストランShozanを開業。

## 概要
伊澤家の遠祖は1189年に奥州守護職に任ぜられた伊澤家景に遡る。元禄時代に仙台城下町に進出し濁酒製造を始める。江戸時代中・後期には御勘定奉行 扶持人・名字帯刀御免という特権階級としての地位を確立。伊澤家四代目 二代目平藏の代においては、藩重臣の藩米と酒の交換・清酒委託製造販売などを許され「融通組御用藏」として「御軍用酒屋方並びに御譜代御酒屋」の称号を賜り、藩政の財源を支える重要な役割を担う。近代に入り伊澤家は七十七銀行の設立にも参画し、伊澤平左衛門は初代、 伊澤平勝は六代の頭取を務めたほか、1928年（昭和3年）には私苑の一部を仙台市に寄贈。同所は勝山公園となった。
1935年（昭和10年）、合名会社伊澤酒造本店として法人組織になり、1943年（昭和18年）に戦時企業統合により一時、仙台酒造勝山工場となったが、1957年（昭和32年）再び合名会社に復す。1965年（昭和40年）には勝山企業に組織変更し、醸造部門は勝山酒造部となる。
敷地内に1962年（昭和37年）「宮城調理師学校」（現：宮城調理製菓専門学校。後に葉山町移転） 、1972年（昭和47年）に「勝山ボウリングクラブ」、1978年（昭和53年）に「勝山スケーティングクラブ」を開校・開業させ、勝山スケーティングクラブは及川史弘、荒井万里絵、荒川静香、羽生結弦がホームリンクとしていた時期があった。加えて1991年（平成3年）10月、明治初期の頃から仙台空襲により消失するまで伊澤家の迎賓館があった場所に、総工費約70億円を投じ、本館と和風館からなる地下1階地上7階建ての「仙台勝山館」を広く市民のおもてなしの館として再建した。
2005年（平成17年）、再起を掛け勝山酒造部を市街地の泉区福岡の泉ヶ岳南東麓、七北田川沿いに移転した。新蔵では規模を大幅に縮小することで、
新鋭機器と微妙な手作業を組み合わせた高級酒に絞った酒造りを進める体制を整え、2010年（平成22年）7月、勝山酒造部は新たに「仙台伊澤家勝山酒造」として独立し、新会社として再スタートした。 2016年（平成28年） には、勝山企業総合企画部から「勝山ネクステージ」として分社化した。
なお、勝山スケーティングクラブ、勝山ボウリングクラブ、仙台勝山館の3施設はすでに営業を終えている。

## 仙台勝山館
杜の都の迎賓館・仙台勝山館
勝山企業が運営していた仙台勝山館は、かつて伊澤氏の迎賓館があった場所（仙台空襲によって消失）に「杜の都の迎賓館・市民のおもてなしの館」として1991年に開業した。建物は総工費70億円を投じ、宴会場やフランス料理「リストランテ・パドリーノ・デル・ショーザン」、イタリアン料理「ピッツェリア パドリーノ・デル・ショーザン」などがある本館と、日本料理「醇泉（じゅんせん）」などがある和風館、結婚式を行うチャペル棟からなる地上7階、地下1階建てであった。
先進7カ国（G7）財務相・中央銀行総裁会議の歓迎夕食会の会場として
2016年5月20日（金）、21日（土）に仙台市秋保地区において、ホテル佐勘を会場に G7財務大臣・中央銀行総裁会議が開催された。会議においては、5月からのG7伊勢志摩サミットに向け、世界経済の再興、強靭な国際金融構造の構築等に関する広範な議論が行われた。あわせて会議公式日程として被災地復興状況視察が実施された。この際、夕食会の会場に、景観的価値のある仙台勝山館が選ばれ、麻生太郎財務大臣（当時）が足を運んだ。
新型コロナウイルスと閉館
2020年6月、仙台勝山館は新型コロナウイルスの感染急拡大により、需要低下と資金不足が深刻となり、契約済みの結婚式とすべて開催ののち、全館休館とし営業自体も休止した。しかし、営業再開することはなく、1年後の2021年6月末を持って、幕末から200年続く「仙台勝山館」の名に幕を下ろし、閉館した。閉館時の建物としては30年あまりの歴史となった。
勝山館の売却と解体、商業施設建設へ
閉館後、勝山企業は建物・敷地の売却を決定。売却先業者を募り、複数の企業の中から、仙台市泉区の住販システムに約30億円で建物を売却した。勝山企業の伊澤平一社長（当時）は、「建物はあと15年は持つ。大切に使ってもらえる企業に売却したい」と記者会見の場で述べ、実際に売却時の条件にもこの事を組み込んだ。住販システム側もこの条件を受け入れたのち購入。住販システムの赤木代表は「仙台勝山館は仙台の名所とも言える施設。大切にしていかないといけない。」と述べた。しかし、この建物の活用は困難と考え、老朽化を理由（同年3月の地震の影響とという報道もある）に2022年5月16日から緊急に解体工事を開始した。この急な解体工事は、多くのニュース番組・新聞で取り上げられ、ネットニュースでも大きな話題となった。またSNS上では、解体を惜しむ声や反対の声があとを絶たなかった。解体工事は2022年11月30日で終了。跡地には、ヨークベニマルを核店舗とする地上2階建ての商業施設が建設され、ヨークベニマル仙台上杉店が2023年11月18日に開業した。

### 館内施設
1階
仙台勝山館1階には、レストランなど、一般客が利用できる施設があった。また、勝山館内にあるレストランはすべて勝山企業が営業していたものである。
ロビーラウンジ（1階ロビー）
仙台勝山館に入ってすぐにロビーラウンジがあり、仙台勝山館オリジナルコーヒーやソフトドリンクなどを提供。カフェとして利用された。このロビーラウンジにはもともと、勝山館北側に移動した「ピッツェリア・パドリーノ・デル・ショーザン」があり、ピザなどを提供していた頃もあった。
ピッツェリア・パドリーノ・デル・ショーザン（1階北側）
勝山館の北側、北5番丁沿いに、イタリアンレストランの「ピッツェリア・パドリーノ・デル・ショーザン」があった。もともとは1階ロビーに位置していたが、途中から北側の改装部分に移動した。同レストランでは、本格ピザやパスタなどと提供。提供していたピザは、コンテストで優勝。日本一のピザに輝いたこともあった。店内の設備は、イタリアから取り寄せたものをほぼ利用し、店内の雰囲気は利用客にとても人気があった。
リストランテ・パドリーノ・デル・ショーザン（1階南側）
ロビーラウンジを挟んだ1階南西部分には、フランス料理レストラン「リストランテ・パドリーノ・デル・ショーザン」があった。レストランの入口を入るとまずバーがあり、ワインセラーとともに仙台勝山館所有の5000本のワインなどのアルコールを提供していた。このバーには、東北で唯一、ワインを酸化させない機械があり、常に上質なワインを提供していた。バーの奥には、レストランフロアがあり、ここで仙台勝山館オリジナルのフランス料理を提供していた。また、レストランフロアからは、仙台勝山館の日本庭園が一望でき、最高な景観も重ねて提供していた。その奥には、追加料金で利用でいる広いラグジュアリールーム（個室）があり、プライベート空間としても対応。また、2016年5月20日（金）、21日（土）にG7財務大臣・中央銀行総裁会議がG7伊勢志摩サミットに向けて仙台市内で開かれ、この際歓迎夕食会の会場に、同レストランが選ばれ、麻生太郎財務大臣（当時）が足を運んだ。
日本料理「醇泉（じゅんせん）」（1階東部・和風館）

## 沿革
- 1688年（元禄元年） - 創業。
- 1857年（安政4年） - 仙台藩より「御酒御用酒屋」に拝命され、現在の上杉の土地を与えられ同地で醸造業を営む。
- 1928年（昭和3年） - 私苑の一部を仙台市に寄贈。勝山公園となる。
- 1945年（昭和20年） - 仙台空襲でかつての「勝山館」の建物を消失。一方で勝山酒造の酒蔵は焼失から逃れ、江戸時代の蔵造り建築の一部は現代まで残る。
- 1965年（昭和40年） - 合名会社伊沢酒造本店から勝山企業株式会社に組織変更。
- 1972年（昭和47年） - 「勝山ボウリングクラブ」開業。
- 1978年（昭和53年）12月9日 - 「勝山スケーティングクラブ」開業。
- 1991年（平成3年）10月 - 宴会場、結婚式場、レストランなどで構成される総合宴会場「仙台勝山館」が開業。
- 2002年（平成14年）- 勝山ボウリングクラブ1階に西友勝山公園店が入居。
- 2009年（平成21年）4月30日 - 「勝山スケーティングクラブ」が閉業。
- 2005年（平成17年） - 勝山酒造部を泉区福岡に移転。酒蔵の建物の一部は現在も勝山館隣に残され、かつて工場があったその裏手は駐車場「上杉北五番丁パーキング」となる。
- 2010年（平成22年）7月 - 勝山酒造部が「仙台伊澤家 勝山酒造株式会社」に分社。
- 2011年（平成23年）3月11日 - 東北地方太平洋沖地震（東日本大震災）で勝山ボウリングクラブが被災したため同日から営業が休止、同年4月10日に閉鎖。
- 2012年（平成24年）6月10日 - 西友勝山公園店が閉店。同店とボウリングクラブおよびスケーティングクラブ一体の跡地は住友不動産に売却された。
- 2016年（平成28年） - 勝山企業総合企画部から「勝山ネクステージ」が分社。同社は食品の製造販売等の事業を行い、仙台勝山館の商標を使用した商品も扱う。
- 2021年（令和3年）
  - 3月末 - 新型コロナウイルスの感染拡大に伴う宴会需要の低迷などで仙台勝山館のレストランなどが休業[8][9]。なお、グループ企業は「業績に与える影響は特にない」としている[10][11]。
  - 6月30日 - 仙台勝山館における婚礼の営業も終了。土地と建物は売却する方向で検討。また、勝山企業が北側にある勝山酒造と伊沢家の住宅だった建物の一部を改装するなどして、年内にも「レストラン勝山館」の開業を計画していることが明らかとなる[12][13]。
  - 10月 - 仙台勝山館の土地と建物を不動産業の住販システムグループ（泉区）に売却し引き渡す[14]。
- 2022年（令和4年）
  - 5月　住販システムは建物の活用を断念。解体を発表する。理由については同年3月に発生した福島県沖地震の影響でスプリンクラーの誤作動による浸水の他、ガス、水道、電気設備等も被害を受け、修復に多額の費用がかかるためと説明している[5]。
  - 6月　建物の解体作業が始まる。
- 2023年（令和5年）
  - 1月　旧仙台勝山館に隣接する、かつての酒蔵を改装した、レストラン「Shozan」が開店。
  - 11月以降、仙台勝山館跡地に建てられた商業施設にヨークベニマルが核店舗として開業予定。

## グループ企業
- 仙台伊澤家 勝山酒造
- 勝山ネクステージ
- 学校法人勝山学園 宮城調理製菓専門学校